# Greg Casar
Gregorio Eduardo "Greg" Casar, född 4 maj 1989 i Houston i Texas, är en amerikansk politiker (demokrat). Han är ledamot av USA:s representanthus sedan 2023.
Casar utexaminerades 2011 från University of Virginia.